# 설지충
설지충(薛之冲: 생몰년 미상)은 고려 후기의 문신이다. 본관은 순창으로, 설공검의 아들이자 설신의 손자다. 벼슬은 찬성사(贊成事)까지 지냈다.

## 이력
- 1279년(충렬왕 5): 툴루게[禿魯花]로서 원나라에 보내짐.[2]
- 1286년(충렬왕 12): 낭장(郞將)으로서 원나라에 감.[3]